# Jan Krzysztof Ardanowski

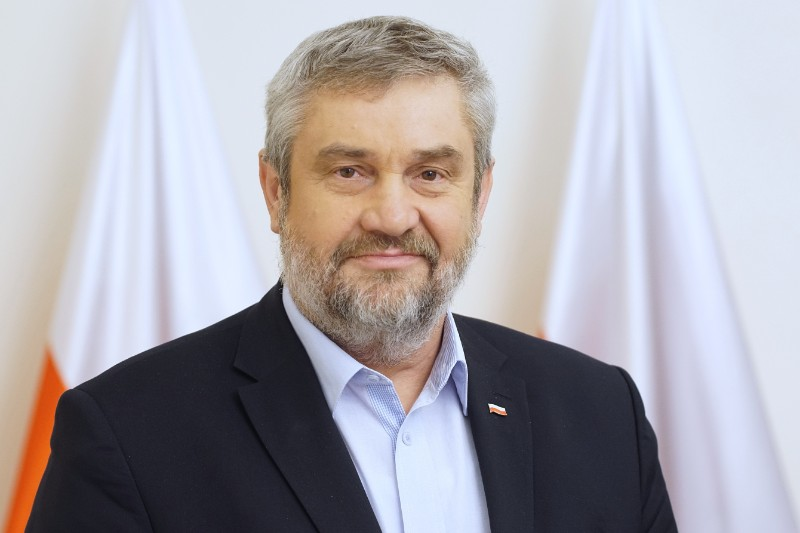
Jan Krzysztof Ardanowski (2018)

Jan Krzysztof Ardanowski (* 11. Februar 1961 in Czernikowo) ist ein polnischer Politiker. Von 2018 bis 2020 war er Landwirtschaftsminister.

## Leben
Ardanowski schloss sein landwirtschaftliches Studium im Jahr 1985 an der Akademie für Landwirtschaft und Technik (heute Uniwersytet Technologiczno-Przyrodniczy im. Jana i Jędrzeja Śniadeckich) in Bydgoszcz ab. 1993 trat er der Partei Polskie Stronnictwo Ludowe – Porozumienie Ludowe bei; seit 2001 ist er Mitglied der Prawo i Sprawiedliwość. Vom 3. November 2005 bis zum 21. Dezember 2007 war er im Landwirtschaftsministerium als Vertreter des Ministers tätig. Ab Januar 2008 beriet er den Staatspräsidenten Lech Kaczyński in landwirtschaftlichen Fragen.
Im Zeitraum von 1998 bis 2002 war Ardanowski Abgeordneter der Akcja Wyborcza Solidarność im Regionalparlament der Woiwodschaft Kujawien-Pommern. Im Jahr 2010 wurde er erneut gewählt. Bei den nationalen Parlamentswahlen im Jahr 2011 war er als Listenerster der PiS im Wahlkreis Toruń erfolgreich. Von 1992 bis 2002 war er stellvertretender Vorsitzender der Nationalen landwirtschaftlichen Beratungskommission (Krajowa Rada Doradztwa Rolniczego), und von 2003 bis 2007 amtierte er als Präsident des Nationalen Rates der Landwirtschaftskammern (Krajowa Rada Izb Rolniczych – KRIR) in Warschau. Ardanowski erhielt mehrere Auszeichnungen, so die Medaille „Zasłużony dla Rolnictwa“ (2001) und das goldene Krzyż Zasługi (2004), wie auch die französische Auszeichnung Ordre du Mérite agricole (2007). Er ist verheiratet und hat fünf Kinder.
Am 19. Juni 2018 wurde er ins Kabinett Morawiecki I als Landwirtschaftsminister berufen. Am 15. November 2019 wurde er im Kabinett Morawiecki II als Landwirtschaftsminister bestätigt. Er opponierte gegen ein strenges, fünfteiliges Tierschutzgesetz (sog. Fünfer für die Tiere - piątka dla zwierząt), das der PiS-Vorsitzende Jarosław Kaczyński forcierte, aber letztlich aus wirtschaftlichen und politischen Erwägungen heraus nicht verwirklicht wurde. Nachdem Ardanowski wegen seiner Haltung abberufen wurde, wurde er 2020 zum Vorsitzenden des neu geschaffenen Rates für Landwirtschaft und ländliche Angelegenheiten (Rada do spraw Rolnictwa i Obszarów Wiejskich) bestellt.
Ardanowski galt als unabhängige Stimme in der PiS. Nach der Wahl 2023, bei der er ein Mandat für den Sejm erlangte, kritisierte er ein längeres Verbleiben Jarosław Kaczyńskis im Amt des Parteivorsitzenden und das Fehlen einer geregelten Nachfolge. Seine Nachfolger im Amt des Landwirtschaftsministers, Kowalczyk und Telus, griff er an. Nachdem es Berichte über eine geplante Parteigründung gegeben hatte, trat Ardanowski der parlamentarischen Gruppierung Kukiz’15 bei. Im Herbst 2024 gründete er eine politische Gruppierung namens "Freiheit und Wohlstand", die insbesondere landwirtschaftliche Interessen angesichts des EU-Freihandelsabkommens mit Mercosur vertreten soll. Anfang Februar wurde seine Abgeordnetenimmunität aufgehoben. Ihm werden vonseiten der Regierung Tusk und einer Untersuchungskommission Versäumnisse während seiner Zeit als Landwirtschaftsminister vorgeworfen, die zu hohem finanziellem Schaden bei landwirtschaftlichen Einrichtungen geführt hätten. Ardanowski argumentierte nun, dass die erwarteten Vorwürfe der Staatsanwaltschaft zum Teil auf Informationen aus  unrechtmäßigen Abhörmaßnahmen während der Regierungszeit von Zjednoczona Prawica basierten, und sprach von einem politischen Motiv. Er übernehme aber die Verantwortung für alle Entscheidungen als Minister.